# محمد نصار
محمد نصّار بن علی بن ابراهیم بن محمد شیبانی لمومی نامدار به ابن نصّار شاعر و ادیب شیعه است. وی در سال ۱۲۹۲ ه‍.ق درگذشت.